# 이태령
이태녕(李泰寧, 1924년 2월 8일 ~ 2019년 3월 6일)은 대한민국의 생화학자이다.

## 생애

### 직계 가족 및 친척 관계
본관은 우봉(牛峰)이고 호(號)는 귀봉(龜峯)이며 경성부 출생으로 사학자 이병도(李丙燾)의 아들이며 대한제국 육군 무관(武官) 조성근(趙性根)의 외손자(外孫子)이자 분자생물학자 이기령(李基寧)과 농화학자 이춘녕(李春寧)의 아우이고 핵물리학자 이동녕(李東寧)의 형이며 서양화가 장욱진(張旭鎭)의 손아랫처남이자 농화학자 조백현(趙伯顯)의 생질이다.

### 학력
- 서울대학교 화학과 학사
- 미국 밴더빌트 대학교 대학원 화학과 이학석사
- 미국 뉴욕 대학교 대학원 생화학과 이학석사
- 서울대학교 대학원 생화학과 이학박사